# Leonurus cardiaca
Leonurus cardiaca - L este o plantă medicinală (0,50 - 1,20 m) cunoscută în România sub denumirea de talpa gâștei, coada leului (din greacă), creasta cocoșului sau iarbă flocoasă.  Face parte din familia Lamiaceae. Ea este răspândită în Europa, Asia de Sud Est și Asia Centrală.

## Utilizare
Planta se culege la începutul și în timpul înfloririi, produsul vegetal se numește Herba leonuri. Datorită alcaloizilor și a uleiului volatil conținut de plantă este considerată plantă medicinală.
Uz intern: are o acțiune antispasmodică și de tonic cardiac, sedativ, hipnotic, antispastic general, stomahic, indicat în afecțiuni cardiace, aritmii de origine nervoasă.
Se mai poate folosi datorită efectelor tonice pe care le are asupra organismului ca remediu împotriva stărilor depresive.